# Natalla Cylinska
Natalla Walerjeuna Cylinska (biał. Наталля Валер'еўна Цылінская, ros. Наталья Валерьевна Цилинская, Natalja Walerjewna Cylinska, ur. 30 sierpnia 1975 w Mińsku) – białoruska kolarka torowa, brązowa medalistka olimpijska oraz mistrzyni świata.

## Kariera
Pierwszy sukces Natalla Cylinska osiągnęła w 1993 roku, podczas mistrzostw świata juniorów w Perth, gdzie zdobyła brązowy medal w sprincie. W połowie lat 90' wyszła za mąż za byłego radzieckiego kolarza Aleksandra Markowniczenkę i aż do rozwodu w 2001 roku startowała pod nazwiskiem męża jako Natalla Markowniczenko. Na mistrzostwach świata w Manchesterze w 2000 roku zdobyła złote medale zarówno w wyścigu na 500 m jak i w sprincie. Sukces ten powtórzyła także dwa lata później, podczas mistrzostw świata w Kopenhadze. W 2003 roku, na mistrzostwach świata Stuttgarcie zdobyła złoty medal na 500 m, a w sprincie uległa tylko Rosjance Swietłanie Grankowskiej.
W 2004 roku brała udział w igrzyskach olimpijskich w Atenach, gdzie w sprincie była piąta, a w wyścigu na 500 m zdobyła brązowy medal, plasując się za Australijką Anną Meares i Chinką Jiang Yonghua. Ponadto zwyciężyła w tej samej konkurencji na mistrzostwach świata w Los Angeles w 2005 roku, a na rozgrywanych rok później mistrzostwach świata w Bordeaux ponownie wygrała i sprint i bieg na 500 m. Ostatni medal zdobyła w 2007 roku, kiedy na mistrzostwach świata w Palma de Mallorca w wyścigu na 500 m pokonały ją tylko Anna Meares i Kubanka Lisandra Guerra.